# Mikola Leontóvich
Mykola Dmýtrovych Leontóvych (en ucraniano: Микола Дмитрович Леонтович, en ruso: Николай Дмитриевич Леонто́вич; Monastyrok, Gobernación de Podolia, Imperio ruso, 13 de diciembre de 1877 - Markivka, óblast de Vínnitsa, RSS de Ucrania, Unión Soviética, 23 de enero de 1921) fue un compositor, director de coro, y profesor ucraniano de renombre internacional. Escribió en el estilo de nacionalismo musical. Se especializó en música vocal.
Compuso en 1904 el villancico Schédryk, que se estrenó en 1916.

## Biografía

### Juventud
Mykola Leontóvych nació el 13 de diciembre de 1877 en la localidad de Monastyrok, en Podolia, Imperio ruso (en la actualidad en Ucrania). Su padre, abuelo y bisabuelo eran sacerdotes del pueblo. Su padre, Dmytró Fédorovych Leontóvych, fue un buen cantante, sabía tocar varios instrumentos e incluso dirigía el coro escolar. Fue con él que Mykola Leontóvych tomó sus primeras lecciones de música. Su madre, María Iósypivna Leontóvych, también cantaba. Los hermanos y hermanas de Mykola Leontóvych también hicieron viajes relacionados con la música.

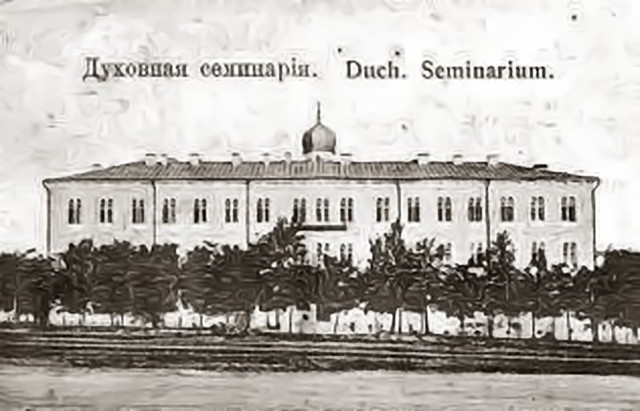
El seminario de Kamianets-Podilski en 1865.

En 1892, Leontóvych comenzó a estudiar en el seminario de Kamianets-Podilski, donde su padre, su abuelo y su bisabuelo habían estudiado antes. Su hermano menor Oleksandr también estuvo inscrito allí, y se graduó dos años después de Mykola.
Durante sus estudios en el seminario, Leontóvych mejoró su dominio del violín, y aprendió a tocar varios instrumentos. Participó en el coro del seminario, y cuando se creó una orquesta durante su tercer año, tocó el violín allí hasta que se graduó. Estudió teoría de la música y comenzó a escribir arreglos corales.
Cuando falleció el director de coro del seminario, la escuela solicitó a Leontóvych que lo reemplazase. Como parte de su nuevo puesto, añadió música secular al repertorio del coro, como canciones tradicionales ucranianas arregladas por Mykola Lysenko, Porfyri Demutsky y del propio Leontóvych. 
Se graduó del seminario en 1899, y rompió la tradición familiar al convertirse en maestro de música en lugar de sacerdote.

### Comienzos
En ese momento, una carrera musical significaba tener ingresos irregulares. Por lo tanto, Leontóvych tuvo que trabajar donde surgiera la oportunidad. Durante varios años ocupó varios cargos en las gobernaciones de Kiev, Yekaterinoslav y Podolia, con el fin de ganarse la vida. Su primer trabajo después de graduarse fue como profesor de canto y matemáticas en la localidad de Chúkiv (en la actualidad en la óblast de Vínnitsa. Durante este período, continuó transcribiendo y arreglando canciones tradicionales. Compuso su Primera compilación de canciones de Podolia, que será seguida por una segunda.
Después de repetidos conflictos con la administración escolar, Leontóvych cambió su trabajo y se convirtió en profesor de música sacra y caligrafía en la escuela teológica de Tývriv. Además de trabajar con el coro de la escuela, organiza una orquesta amateur que  actúa a menudo en los eventos de la institución. Como había hecho anteriormente con los coros, incluyó en el repertorio de la orquesta, dominado por temas religiosos, arreglos de canciones tradicionales hechas por Mykola Lysenko o por sí mismo.
Fue durante este período que Leontóvych conoció a una joven de Volinia, Claudia Feropóntivna Zholtkévych, con la que se casó el 22 de marzo de 1902. Su primera hija, Halyna, nació en 1903. Tuvieron una segunda hija, Yevhenia.
Las dificultades financieras obligan a Leontóvych a aceptar un nuevo trabajo como profesor en Vínnitsa. En 1903, publicó su Segunda compilación de canciones de Podolia, que dedicó a Mykola Lysenko. En 1903 y 1904, durante sus vacaciones, viajó a San Petersburgo para tomar clases de música.
Durante la revolución de 1905, Leontóvych organizó un coro de trabajadores. Su repertorio incluye arreglos de canciones tradicionales ucranianas, judías, armenias, rusas y polacas. Las actividades de Leontóvych atrajeron la atención de las autoridades locales, y en la primavera de 1908 tuvo que regresar a su Podolia natal, a la ciudad de Tulchýn.

### Madurez en Tulchýn
El traslado a Tulchýn marca el comienzo de un período de madurez para Leontóvych, donde compuso sus mejores obras.
Enseñó música vocal e instrumental en Tulchýn. Conoció al compositor Kyrylo Stetsenko, un estudiante de Mykola Lysenko, y se especializó en música de coro. Stetsenko vive en un pueblo cercano, y su encuentro conduce a una amistad duradera que influirá en la música de Leontóvych. Mykola Leontóvych añade obras de compositores más reconocidos al repertorio de su coro, como los compositores rusos Mijaíl Glinka, Alekséi Verstovski, y Piotr Ilich Chaikovski.
Este período fue el más prolífico de su vida, y creó numerosos arreglos para coro, entre los que se encuentra el célebre Schédryk, pero también Los gallos cantan (en ucraniano: Піють півні) o Una madre tuvo una hija (en ucraniano: Мала мати одну дочку).
En 1914, Stetsenko persuadió a Leontóvych de dar a conocer sus composiciones y de que su música fuera interpretada por el coro estudiantil de la Universidad de Kiev, bajo la dirección de Oleksandr Koshetz. El 26 de diciembre de 1916, Schédryk tuvo un éxito con el público de Kiev, y atrajo el interés de los intelectuales.

### Carrera en Kiev
Durante la Revolución de Octubre y el establecimiento de la República Popular de Ucrania en 1918, Leontóvych se trasladó a Kiev sin su familia. Allí, fue director y compositor. A principios de 1919, su familia se unió a él en Kiev.

### Regreso a Tulchýn y muerte
Con la conquista de Kiev en agosto de 1919 por el Ejército Blanco, los miembros de la intelectualidad ucraniana fueron perseguidos. Leontóvych regresó a Tulchýn con su familia. Abrió la primera escuela de música de la ciudad, la escuela donde trabajó anteriormente, que había sido cerrada por los bolcheviques.
En la noche del 22 al 23 de enero de 1921, Mykola Leontóvych fue presuntamente asesinado por el agente de la Cheká Víktor Grischenko. Cuando Leontóvych estaba con sus padres, de visita para Navidad (celebrada en enero en el cristianismo ortodoxo), el agente de la Cheká encubierto habría solicitado ser alojado aquella noche y sería instalado en una habitación con Leontóvych. Al amanecer, según informes, disparó al compositor, que murió unas horas más tarde. Según otra versión, pudo tratarse de un ladrón.
Varios hechos indican que el motivo del asesinato podría ser político, como su participación en el movimiento independentista de Ucrania.

## Conmemoraciones

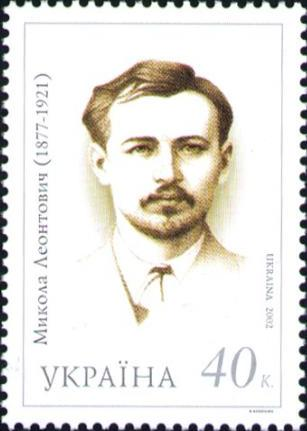
Sello psotal ucraniano con la efigie de Leontóvych.

El escritor y político de la RSS de Ucrania Pavló Tychyna fue un admirador de Leontóvych y escribió textos sobre la muerte del compositor. Los poetas Maksym Rylski y Mykola Bazhán también le dedicaron poemas.
En 2002, para celebrar el 125  aniversario de su nacimiento, la ciudad de Kamianets-Podilskyi celebró una conferencia titulada «Leontóvych, Educación Moderna y Ciencia», con invitados del Ministerio de Educación de Ucrania, la Unión de Compositores de Ucrania y muchas autoridades locales. Durante este evento, la ciudad colocó una placa en memoria del compositor, situada junto al antiguo edificio utilizado por el seminario teológico de Podolia. El servicio de correos ucraniano realizó un sello conmemorativo.

## Obras
Mykola Leontóvych es conocido por su música de coro a cappella. Schédryk (en ucraniano Щедрик, en español Suenan las campanas) es su obra más conocida. Es una canción compuesta en 1916, que deriva de una canción tradicional ucraniana.
También comenzó a trabajar en una ópera Hacia el Día de la Sirena (en ucraniano: На Русалчин Великдень) basada en el folclore ucraniano y las obras de Borýs Hrinchenko. Compuso los primeros tres actos, pero fue asesinado antes de que pudiese completarla.
Una de las mayores influencias de Leontovych fue Mykola Lysenko, considerado el padre de la música clásica ucraniana. Los arreglos tradicionales de canto ucraniano realizados por Leontóvych son únicos en su originalidad. Leontóvych siguió la tradición de improvisación de los kobzar, que interpretan cada nuevo versículo de manera diferente.